# Marollette
Marollette település Franciaországban, Sarthe megyében. Lakosainak száma 159 fő (2022. január 1.). Marollette Contilly, Suré, Montgaudry, Aillières-Beauvoir, Saint-Longis és Mamers községekkel határos.

## Népesség
A település népességének változása:
| Lakosok száma | 142  | 148  | 151  | 150  | 151  | 151  | 154  | 157  | 159  |
|               | 2013 | 2015 | 2016 | 2017 | 2018 | 2019 | 2020 | 2021 | 2022 |